# Zágrábi főegyházmegye

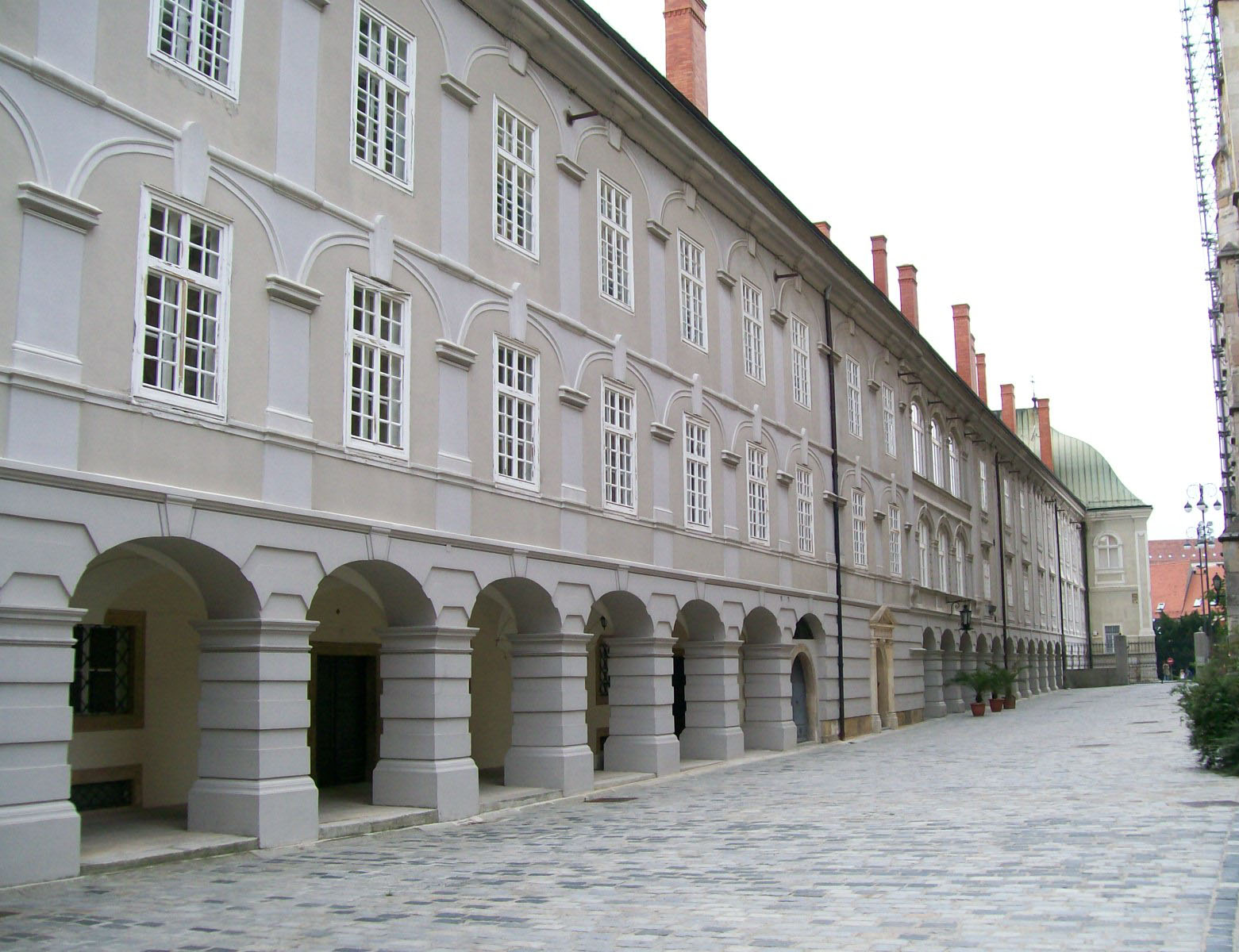
Érseki palota

A Zágrábi főegyházmegye (latinul: Archidioecesis Zagrebiensis, horvátul: Zagrebačka nadbiskupija) a horvát katolikus egyház (amely a római katolikus egyház horvátországi részegyháza) egyik metropolita főegyházmegyéje . Az érseki széke Zágrábban található, és a jelenlegi érseke Dražen Kutleša. Területe felöleli Horvátország szárazföldi területének északnyugati részét.

## Szuffragán egyházmegyék
A főegyházmegye szuffragán egyházmegyéi:
- Belovár-Kőrösi egyházmegye (latin)
- Kőrösi egyházmegye (görögkatolikus, lefedi Bosznia-Hercegovina, Horvátország és Szlovénia teljes területét)
- Sziszeki egyházmegye (latin)
- Varasdi egyházmegye

## Szomszédos egyházmegyék
- Fiumei főegyházmegye (délnyugat)
- Novo mestó-i egyházmegye (nyugat)
- Celjei egyházmegye (északnyugat)
- Varasdi egyházmegye (északkelet)
- Belovár-Kőrösi egyházmegye (kelet)
- Sziszeki egyházmegye (délkelet)
- Gospić-Zenggi egyházmegye (dél)

## Kezdete
A Zágrábi püspökséget I. László magyar király (Szent László) alapította 1093 körül.  1852. november 11-én a státuszát főegyházmegye rangjára emelték.

## Fordítás
- Ez a szócikk részben vagy egészben  a   Roman Catholic Archdiocese of Zagreb című angol Wikipédia-szócikk fordításán alapul.  Az eredeti cikk szerkesztőit annak laptörténete sorolja fel. Ez a jelzés csupán a megfogalmazás eredetét és a szerzői jogokat jelzi, nem szolgál a cikkben szereplő információk forrásmegjelöléseként.